# Géoparc de Ciletuh-Palabuhanratu
Le géoparc de Ciletuh-Palabuhanratu (en indonésien : Taman Bumi Ciletuh-Palabuhanratu) est un géoparc national situé à Pelabuhan Ratu, dans le kabupaten de Sukabumi, dans la province de Java occidental en Indonésie. Il a été reconnu par l'UNESCO en 2015 comme un géoparc national. Il était proposé de devenir membre du réseau mondial de géoparcs (GGN) pour être reconnu UNESCO d' ici 2017. L'UNESCO a intégré le parc au réseau mondial de géoparcs en avril 2018
Le parc a une superficie d'environ 128 000 hectares. Il est réparti sur 8 kecamatan et 74 villages de Pelabuhan Ratu. 

## Attractions
Le parc est une destination touristique populaire dont les attractions sont : 
- Puncak Darma-It, point culminant du parc,
- La cascade de Curug Sodong,
- La cascade de Curug Awang,
- La plage de Palangpang,
- La colline de Bukit Panenjoan,
- La cascade de Curug Cimarinjung,
- La plage de Palabuhanratu,
- La grotte de Lalay,
- Les thermes de Palabuhanratu.

## Voir également
- Palabuhanratu
- Liste des géoparcs nationaux